# David Berkowitz
David Richard Berkowitz (født 1. juni 1953) er en amerikansk seriemorder, kendt som .44 caliber killer og Son of Sam, .
Kort tid efter sin anholdelse i august 1977 tilstod Berkowitz at have dræbt 6 mennesker og såret 7 andre, som resultatet af otte skyderier i New York City i 1976 og 1977.
Han har været i fængsel siden 1977 for sine forbrydelser, der terroriserede New York i et år.
Berkowitz påstod senere, at naboens hund var besat af en dæmon der befalede ham at dræbe.
Berkowitz ændrede senere sin tilståelse, til at han kun var gerningsmand i to tilfælde, hvor 3 mennesker blev dræbt, og en fjerde såret. Berkowitz påstod de andre ofre var blevet dræbt af en voldelig satanisk kult, som han var medlem af.
Selv om at han er den eneste person der er anklaget og dømt for forbrydelserne, mener nogle lovhåndhævere, at Berkowitz påstande er troværdige, ifølge John Hockenberry på MSNBC.
Mange af dem som var officielt involverede i den oprindelige ” Son of Sam” sag mente, at der var mere end én morder. Hockenberry rapporterer også at Son of Sam sagen blev genåbnet i 1996 og blev i 2004 stadig anset for åben.

## Tidlige Liv
Berkowitz blev født som Richard David Falco i Brooklyn, New York, USA, af hans jødiske forældre Betty Falco (født Broder) og Joseph Kleinman.
Betty og hendes ægtemand, Tony Falco fik en datter før de blev lovligt skilt. Betty Falco havde senere et forhold til den gifte Kleinman, som foreslog Falco, at få en abort, men Betty fik barnet, og opgav Falco som faderen.
Inden han var en uge gammel blev han adopteret af Nathan og Pearl Berkowitz, som ejede en isenkrambutik. De beholdte hans fornavn og mellemnavn, men gav ham deres eget efternavn.
John Vincent Sanders skriver, at “Davids barndom var i nogen grad besværlig. Selv om hans intelligens lå over gennemsnittet, mistede han i en tidlig alder interessen for at lære og begyndte en forgabelse i småtyveri og pyromani."
Pearl Berkowitz døde af brystkræft da David var en teenager og hans forhold til hans far blev anstrengt, især fordi David opdagede Nathans kone nummer to. Berkowitz påstod senere at hans nye stedsøster var interesseret i hekseri, trolddom og andre okkulte emner der tændte en interesse i ham, som han senere ville forfølge aktivt.
I 1971 gik Berkowitz ind i den amerikanske hær og var aktiv indtil hans afskedigelse i 1974. Det lykkedes ham at undgå at deltage i Vietnamkrigen, men gjorde i stedet tjeneste i USA og Sydkorea.
I 1974 lykkedes det Berkowitz, at lokalisere sin biologiske mor Betty Falco. Efter nogle få besøg, afslørede hun detaljer omkring hans illegitime fødsel, hvilket bekymrede ham. De mistede forbindelsen, men Berkowitz opretholdt forbindelsen til hans halvsøster Roslyn.
Efter at have forladt hæren havde Berkowitz flere forskellige jobs. Da han blev arresteret var han ansat hos U.S. Postal Service.

### Blev medlem af kulten
I foråret 1975 påstår Berkowitz at han blev medlem af en kult. Han sagde at begyndelsesvist var kulten involveret i harmløse aktiviteter, som séancer og spådomme, men at at den gradvist introducerede ham til hårde stoffer, sadistisk pornografi og voldelige aktiviteter. De begyndte med at slå hunde ihjel, primært schæferhunde, og der blev fundet over et dusin lemlæstede hundelig i Yonkers, særligt Yonkers' Untermeyer Park, som Berkowitz påstod var det hyppigste mødested for kulten.

### Første overfald
Berkowitz påstod at hans første overfald skete i 1975, hvor han juleaften overfaldt to kvinder med en kniv. Et af ofrene blev aldrig fundet, men Charles Montaldo skriver, at Berkowitz sårede ofret, Michelle Forman, så alvorligt at hun måtte på hospitalet.
Ikke længe efter flyttede Berkowitz ind i en lejlighed i Yonkers.

## Donna Lauria og Jody Valenti skydningen
Omkring klokken 01:10 den 29 juli 1976, vendte Mike og Rose Lauria tilbage til deres lejlighed i Pelham Bay efter at have spist ude. De opdagede at deres 18-årige datter Donna og hendes veninde Jody Valenti på 19 sad i Valentis Oldsmobile og snakkede om deres aften på The Peachtree, et lokalt diskotek i New Rochelle. Da Valentis snart ville køre indvilligede Mike i at lufte familiens hund sammen med datteren. Før han gik ind for at hente deres hund så Mike en mand sidde i en parkeret gul familiebil på den anden side af gaden, ca. 20 meter bag Laurias bil.
Efter hendes forældre var gået indendørs åbnede Lauria bildøren for at stå ud, og hun så en mand komme hurtigt mod dem. Forskrækket og gal over manden pludselige fremtoning, sagde Lauria ”Hvad er nu det?"
Fra en avis som han bar trak manden en håndpistol og krøb sammen, inden han sigtede og affyrede tre skud imod pigerne. Lauria blev ramt i brystet af en kugle som dræbte hende næsten øjeblikkeligt, mens Valenti blev ramt i det ene lår. Den tredje kugle ramte ikke nogle af pigerne. Gerningsmanden vendte hurtigt omkring og forsvandt.
Valenti, som overlevede sine skader, sagde at hun ikke genkendte morderen. Hun beskrev ham som ”en hvid mand, i 30’erne, med en lys ansigtsfarve, omkring 174 høj og med en vægt på ca. 100 kg (200 pund). Hans hår var kort, mørkt og krøllet i en moderne stil.”  Dette signalement stemte overens, med det signalement, som Mike Lauria senere gav af manden som han havde set i den gule familiebil.
Naboerne reporterede senere  til politiet at en ukendt, lille gul familiebil havde kørt rundt i området i tiden før skyderiet.

Kriminalbetjentene fra 8th Homicide Zone, New Yorks politi, havde kun få beviser at gå efter, og af dem var det mest væsentlige at de kunne fastslå at den brugte håndpistol var en kaliber 44, Charter Arms, Bulldog.

## Netflix miniserie sår tvivl
En miniserie, The Sons of Sam: A Descent into Darkness på Netflix i 2021 sår tvivl om, hvorvidt David Berkowtiz handlede alene og om hvor udbredt den satanistiske kult er i USA. 

## I musik
- "Son of Sam", en sang fra 1978 af The Dead Boys fra albummet We Have Come for Your Children.
- "Son of Sam", en sang fra 1989 af Marilyn Manson & The Spooky Kids på albummene The Raw Boned Psalms og The Beaver Meat Cleaver Beat. Daisy Berkowitz blev brugt som pseudonym af Marilyn Manson & The Spooky Kids' guitarist. Fornavnet kom fra skuespilleren Daisy Duke og efternavnet fra Berkowitz.
- "Son of Sam", en sang fra 1992 af Meat Beat Manifesto fra albummet Satyricon.
- "Son of Sam", en single fra 2000 af Elliott Smith fra albummet Figure 8.
- Son of Sam (band), en horror punk supergroup.
- Det blev reporteret i medierne at man med nød og næppe kan høre stemmer i Jimi Hendrix's sang "Purple Haze" der siger "Son of Sam."
- "Son of Sam", en sang fra 1987 af Macabre fra deres album Grim Reality.